# كلية العلوم الإدارية والمالية التطبيقية (طرابلس)
كلية العلوم الإدارية والمالية التطبيقية هي إحدى الكليات المهنية العليا التي تختص بتعليم العلوم الإدارية والمالية التطبيقية والكائنة في العاصمة الليبية طرابلس.

## التأسيس سنة 1989
تعتبر كلية العلوم الإدارية والمالية التطبيقية-طرابلس إحدى الكليات التقنية الليبية التي تتبع الهيئة الوطنية للتعليم التقني والفني. تأسست عام 1989 وكانت تحمل اسم المركز المتقدم للمهن الإدارية والمالية والذي كان يتبع التكوين والتدريب المهني انذاك، تم تغير إسمه ليصبح المعهد العالي للمهن الإدارية والمالية وتبعيته للتعليم، تم تغير اسمه مجددا ليصبح المركز العالي للمهن الإدارية والمالية، في سنة 2009 وبقرار من اللجنة الشعبية العامة سابقا والقاضي بتحويل بعض المعاهد العليا النموذجية لكليات تقنية تغير إسمه ليصبح كلية العلوم الإدارية والمالية التطبيقية وتتبع الهيئة الوطنية للتعليم التقني.

## نظام الدراسة
بعد تغييرها من معهد لتصبح كلية، تغير نظام الدراسة من الدبلوم العالي لنظام البكالوريوس، والدراسة في الكلية 8 فصول دراسية أي 4 سنوات وبعد التخرج، يمنح الطالب البكالوريوس التقني في مجال تخصصه ويعرف عن الكلية الانضباط في الدراسة وتتميز أيضا بوجود نظام واضح في الكلية كما ويعرف عنها الدقة في المواعيد.

## مخرجات الكلية
بعد التخرج من الكلية والحصول على شهادة البكالوريوس، يستطيع الطالب شغل مختلف أنواع الوظائف التي تتعلق بمجال الإدارة أو المحاسبة أو المصارف ،والتي تتعلق أيضا بالإدارة المالية أو المصرفية، مخرجات الكلية تعتبر من أفضل المخرجات لدى كليات العاصمة الليبية طرابلس.

## قسم الدراسة والإمتحانات
يختص هذا القسم بإدارة أمور الدراسة، والتنظيم للامتحانات والإشراف عليها كما يعتبر القسم الرئيسي في الكلية.

## قسم التسجيل
يختص هذا القسم في إدارة شؤون التسجيل للطلبة كما يختص بعدة مهام أخرى تخص القسم

## قسم الخريجين
يهتم بإدارة أمور الخريجين وكل مايتعلق بها.

## أقسام أخرى
- القسم المالي
- قسم المحاسبة
- قسم المصارف
- قسم إدارة الأعمال
- قسم المواد العامة
- لجنة النشاطات
- قسم الشؤون الطلابية

## أهداف الكلية
- إعداد وتخريج كفاءات في مجال تخصصات الكلية.
- رفع كفاءة من سبق تأهيلهم في المجالات الإدارية والمالية.
- إجراء البحوث والدراسات النظرية والتطبيقية التي تستخدم الواقع العملي.

## نشاطات الكلية
تشهد الكلية عدة نشاطات تهدف للتوعية الطلاب الدارسين بها، وتعريفهم بأهمية العلوم الإدارية، فقد شهدت مؤخرا تدشين وإطلاق المنظمة الليبية لطلبة إدارة الأعمال كما تشهد من فترة لإخرى إقامة معارض للكتاب. تنظمه المنظمة الليبية للقراءة كما تشهد احتفالات بالزي الوطني الليبي ويشارك الطلاب الدارسين بالكلية في إحياء هذا اليوم.

## وصلات خارجية
- موقع وكالة الأنباء الليبية، تعلن كلية العلوم الإدارية بطرابلس عن حاجتها لتعيين أعضاء بهيئة التدريس، نشر هذا المنشور بتاريخ 7-11-2013
- انطلاق فعاليات المؤتمر الدولي الثاني بكلية الاقتصاد بجامعة المرقب
- en:Darft:Faculty of applied administrative and financial sciences-Tripoli